# Cabezo de Mayo (метеорит)
Cabezo de Mayo (рус. Кабе́со-де-Ма́йо) (Cabeza de Mayo, Cabezzo de Mayo, Rancho de la Pila, Juncal y Murcia) — метеорит-хондрит весом 25000 граммов. Упал 18 августа 1870 года в районе Мурсии (Испания). Впервые описан Хуаном де Веласко.

## Падение
Падение произошло утром 18 августа 1870 года (точное время падения неизвестно, согласно Х. Веласко, оно произошло между 6:30 и 7:00 утра). Очевидцы услышали треск, продолжавшийся около минуты, который они описывали как «шум поезда на железном мосту» или как «грохот пушек».

## Дополнительные фрагменты
- CdM-1. Фрагмент, который  упал в районе Каррьонес, в 100 метрах от домов, создав воронку глубиной 30—35 см и диаметром около 40 см. Свидетелями падения были 14-летний мальчик и 40-летний мужчина, которые подобрали данный фрагмент (диаметр около 25 см и вес 11—12 кг). Несмотря на просьбы Х. Веласко, владельцы метеорита не захотели его отдавать или продавать. Они лишь согласились отдать лишь небольшую часть их метеорита весом 1,200 г (CdM-la).
- СdM-2. Упал в районе Мусос. При падении разделился на несколько частей, самая большая из которых весила более 25 кг.
- CdM-3. Упал в районе Вентас-де-Мендоса, где чуть не убил извозчика.
- CdM-4 и CdM-5. Метеориты упали между Вентас-де-Мендоса и Хиненадо и попали в дом. Хотя имелись очевидцы падения, но сами метеориты найдены не были.
- CdM-6 и CdM-7. Фрагменты попали к журналисту, известному под инициалами F.N. и G., который описал в 1870 году в журнале «El Tiempo» падение данного метеорита.
- CdM-8. Упал в землю, создав много пыли. Найден не был.

## Публикации
- Alcala L., Escorza C.M. La caida meteorito Cabezo de Mayo al sur de Muricia en 1870. / Geogaceta, 28, 2000, pp. 3-6. ISSN: 0213683X (недоступная ссылка)
- Guinea J.G., Escorza C.M., Hernan M.F., Munoz L.S., Correcher V., Chillion B.S., Tormo L. Meteoritos espanoles del Museo Nacional de Ciencias Naturales / Estudios Geologicos, 62 (1), enero-diciembre 2006, pp. 11-30. ISSN: 0367-0449